# فهرست پرفروش‌ترین بازی‌های ویدئویی پلی‌استیشن ۴
این فهرست شامل پرفروش‌ترین بازی‌های کنسول بازی ویدئویی پلی‌استیشن ۴ می‌باشد.

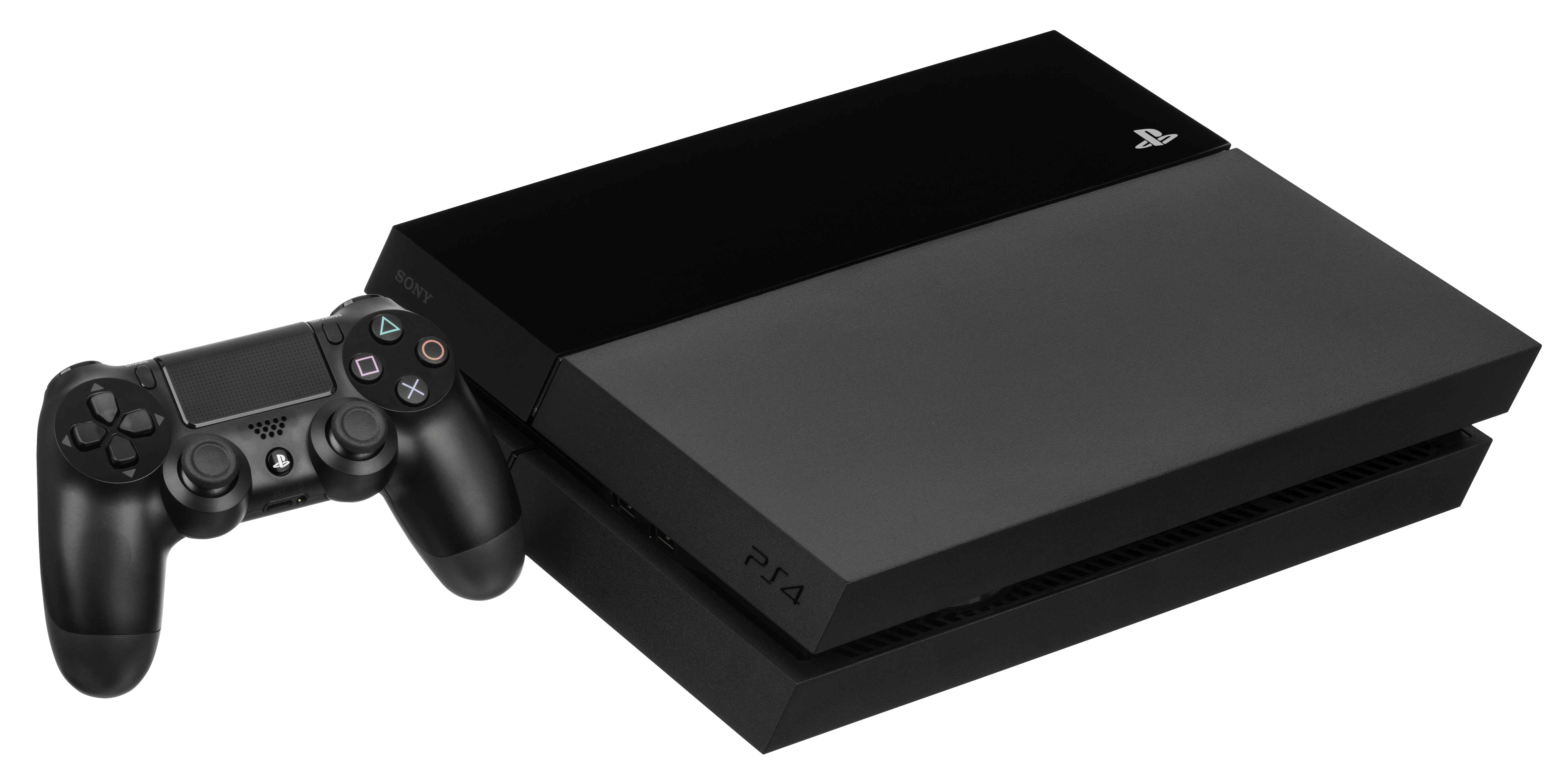
پلی‌استیشن ۴ به همراه دسته دوال‌شاک

## فهرست
| No. | نام بازی                     | تعداد نسخه فروخته شده | تاریخ انتشار    | ژانر                                     | توسعه یافته                        | منتشر کننده                                     | بازی انحصاری         |
| --- | ---------------------------- | --------------------- | --------------- | ---------------------------------------- | ---------------------------------- | ----------------------------------------------- | -------------------- |
| ۱   | اتومبیل‌دزدی بزرگ ۵           | ۲۴ million            | ۱۸ نوامبر ۲۰۱۴  | بازی اکشن-ماجراجویی                      | راک‌استار نورث                      | راک‌استار گیمز                                   | NO                   |
| ۴   | آنچارتد ۴: عاقبت یک دزد      | ۱۶ million            | ۱۰ مه ۲۰۱۶      | بازی اکشن-ماجراجویی                      | ناتی داگ                           | سونی اینتراکتیو انترتینمنت                      | YES                  |
| ۵   | ندای وظیفه: بلک اپس ۳        | ۱۵ million            | ۶ نوامبر ۲۰۱۵   | تیراندازی اول شخص                        | تری‌آرک                             | اکتیویژن                                        | NO                   |
| ۶   | رد دد ریدمپشن ۲              | ۱۴ million            | ۲۶ اکتبر ۲۰۱۸   | بازی اکشن-ماجراجویی                      | راک‌استار گیمز                      | راک‌استار گیمز                                   | NO                   |
| ۶   | مرد عنکبوتی                  | ۲۰ million            | ۷ سپتامبر ۲۰۱۸  | بازی اکشن-ماجراجویی                      | اینسامنیاک گیمز                    | سونی اینتراکتیو انترتینمنت                      | YES                  |
| ۷   | ندای وظیفه: جنگ جهانی دوم    | ۱۳٫۴ million          | ۳ نوامبر ۲۰۱۷   | تیراندازی اول شخص                        | اسلج‌همر گیمز                       | اکتیویژن                                        | NO                   |
| ۳   | خدای جنگ                     | ۲۰ million            | ۲۰ آوریل ۲۰۱۸   | بازی اکشن-ماجراجویی هک اند اسلش          | استودیو سنتا مونیکا                | سونی اینتراکتیو انترتینمنت                      | YES                  |
| ۸   | فیفا ۱۸                      | ۱۱٫۸ million          | ۲۹ سپتامبر ۲۰۱۷ | بازی ورزشی                               | الکترونیک آرتس کانادا EA Romania   | ای‌ای اسپورتس                                    | NO                   |
| ۹   | ویچر ۳: شکار وحشیانه         | ۱۰٫۸ million          | ۱۹ مه ۲۰۱۵      | بازی نقش‌آفرینی اکشن                      | سی‌دی پروجکت                        | سی‌دی پروجکت                                     | NO                   |
| ۱۰  | هورایزن زیرو داون            | ۱۰ million            | ۲۸ فوریه ۲۰۱۷   | بازی نقش‌آفرینی اکشن                      | گوریلا گیمز                        | سونی اینتراکتیو انترتینمنت                      | Timed                |
| ۱۰  | آخرین بازمانده از ما         | ۱۰ million            | ۲۹ ژوئیه ۲۰۱۴   | بازی اکشن-ماجراجویی ترس و بقا            | ناتی داگ                           | سونی اینتراکتیو انترتینمنت                      | YES                  |
| ۱۲  | گرن توریسمو اسپورت           | ۸ million             | ۱۷ اکتبر ۲۰۱۷   | بازی ویدئویی کورسی                       | پولی‌فونی دیجیتال                   | سونی اینتراکتیو انترتینمنت                      | YES                  |
| ۱۳  | بدنام: فرزند دوم             | ۶ million             | ۲۱ مارس ۲۰۱۴    | بازی اکشن-ماجراجویی                      | ساکر پانچ پروداکشنز                | سونی اینتراکتیو انترتینمنت                      | YES                  |
| ۱۴  | فاینال فانتزی ۷ بازساخته‌شده  | ۵ million             | ۱۰ آوریل ۲۰۲۰   | بازی نقش‌آفرینی اکشن                      | اسکوئر انیکس                       | اسکوئر انیکس                                    | YES(Timed Exclusive) |
| ۱۴  | شبح تسوشیما                  | ۵ million             | ۱۷ ژوئیه ۲۰۲۰   | بازی اکشن-ماجراجویی سبک مخفی‌کاری         | ساکر پانچ پروداکشنز                | سونی اینتراکتیو انترتینمنت                      | YES                  |
| ۱۶  | مانستر هانتر: ورلد           | ۴٫۶۷ million          | ۲۶ ژانویه ۲۰۱۸  | بازی نقش‌آفرینی اکشن                      | کپ‌کام                              | کپ‌کام                                           | NO                   |
| ۱۷  | آخرین بازمانده از ما قسمت ۲  | ۴ million             | ۱۹ ژوئن ۲۰۲۰    | بازی اکشن-ماجراجویی ترس و بقا            | ناتی داگ                           | سونی اینتراکتیو انترتینمنت                      | YES                  |
| ۱۸  | دیترویت: بیکام هیومن         | ۳٫۲ million           | ۲۵ مه ۲۰۱۸      | بازی ماجراجویی                           | کوآنتیک دریم                       | سونی اینتراکتیو انترتینمنت                      | Timed                |
| ۱۸  | پرسونا ۵                     | ۳٫۲ million           | ۱۵ سپتامبر ۲۰۱۶ | بازی ویدئویی نقش‌آفرینی social simulation | اتلوس                              | اتلوس                                           | NO                   |
| ۲۰  | کراش باندیکوت سه‌گانه احمقانه | ۲٫۵ million           | ۳۰ ژوئن ۲۰۱۷    | سکوبازی                                  | Vicarious Visions                  | اکتیویژن                                        | NO                   |
| ۲۰  | فاینال فانتزی ۱۵             | ۲٫۵ million           | ۲۹ نوامبر ۲۰۱۶  | بازی نقش‌آفرینی اکشن                      | اسکوئر انیکس                       | اسکوئر انیکس                                    | NO                   |
| ۲۲  | قتلگاه: شدو فال              | ۲٫۱ million           | ۱۵ نوامبر ۲۰۱۳  | تیراندازی اول شخص                        | گوریلا گیمز                        | سونی اینتراکتیو انترتینمنت                      | YES                  |
| ۲۳  | بلادبورن                     | ۲ million             | ۲۴ مارس ۲۰۱۵    | بازی نقش‌آفرینی اکشن                      | فرام سافتور                        | سونی اینتراکتیو انترتینمنت                      | YES                  |
| ۲۳  | باشگاه رانندگی               | ۲ million             | ۷ اکتبر ۲۰۱۴    | بازی ویدئویی کورسی                       | Evolution Studios                  | سونی اینتراکتیو انترتینمنت                      | YES                  |
| ۲۳  | نک                           | ۲ million             | ۱۵ نوامبر ۲۰۱۳  | سکوبازی بیتم آپ                          | SCE Japan Studio                   | سونی اینتراکتیو انترتینمنت                      | YES                  |
| ۲۶  | نیئا: اتوماتا                | ۱٫۶ million           | ۲۳ فوریه ۲۰۱۷   | بازی نقش‌آفرینی اکشن                      | پلاتینیوم گیمز                     | اسکوئر انیکس                                    | NO                   |
| ۲۷  | بتلفیلد ۱                    | ۱٫۳ million           | ۲۱ اکتبر ۲۰۱۶   | تیراندازی اول شخص                        | ئی‌ای دایس                          | الکترونیک آرتس                                  | NO                   |
| ۲۷  | دراگون کوئیست ۱۱             | ۱٫۳ million           | ۲۹ ژوئیه ۲۰۱۷   | بازی ویدئویی نقش‌آفرینی                   | اسکوئر انیکس                       | اسکوئر انیکس                                    | NO                   |
| ۲۹  | متال گیر سالید ۵: فانتوم پین | ۱٫۱ million           | ۱ سپتامبر ۲۰۱۵  | بازی اکشن-ماجراجویی سبک مخفی‌کاری         | کوجیما پروداکشنز                   | کونامی                                          | NO                   |
| ۳۰  | کراش تیم ریسینگ نیترو-سوخت   | ۱ million             | ۲۱ ژوئن ۲۰۱۹    | Kart racing                              | Beenox                             | اکتیویژن                                        | NO                   |
| ۳۰  | فیفا ۱۷                      | ۱ million             | ۲۷ سپتامبر ۲۰۱۶ | بازی ورزشی                               | الکترونیک آرتس کانادا EA Bucharest | ای‌ای اسپورتس                                    | NO                   |
| ۳۰  | فاینال فانتزی ۱۲             | ۱ million             | ۱۱ ژوئیه ۲۰۱۷   | بازی ویدئویی نقش‌آفرینی                   | اسکوئر انیکس                       | اسکوئر انیکس                                    | NO                   |
| ۳۰  | کینگدم هارتس ۳               | ۱ million             | ۲۵ ژانویه ۲۰۱۹  | بازی نقش‌آفرینی اکشن                      | اسکوئر انیکس                       | اسکوئر انیکس                                    | NO                   |
| ۳۰  | نی‌او                         | ۱ million             | ۷ فوریه ۲۰۱۷    | بازی نقش‌آفرینی اکشن                      | تیم نینجا                          | - ج: سونی اینتراکتیو انترتینمنت - JP: کویی تکمو | Limited              |